# Komturei Goldingen
Die Komturei Goldingen war eine Kommende des Livländischen Ordens, eines Zweigs des Deutschen Ordens. Sie wurde 1252 gegründet und bestand bis 1560. Sitz der Komturei war die Ordensburg Goldingen im heutigen Kuldīga.
Burg Goldingen spielte im 13. Jahrhundert eine wichtige Rolle bei der Unterwerfung lokaler Stämme sowie der Aufrechterhaltung der Kontrolle in der Region und war immer wieder Ausgangspunkt für Feldzüge gegen die Heiden. Nach der Ernennung des Komturs von Goldingen zum Stellvertreter des Landmeisters in der Region und der damit einhergehenden Unterstellung aller Konvente und Ordensbrüder in Kurland wurde Goldingen zu einer der bedeutendsten livländischen Komtureien.

## Komture von Goldingen
- 1252 Bruno
- 1252 Goswin
- 1253–1258 Heinrich
- 1272 Dietrich
- 1282 R.
- 1291 Helmich
- 1301 Detmar
- 1305 Rudolf
- 1310 Reimar Hahn
- 1327–1328 Eberhard von Monheim
- 1337–1341 Hermann Gutacker
- 1347–1348 Arnold von Vietinghoff
- 1348–1349 Gerlach von Haren
- 1363 Johann von Save
- 1365–1367 Siegfried Hunswin von Lahnstein
- 1383–1395 Dietrich Hövelmann
- 1397–1399 Meinhard Graf von Everstein
- um 1405 (?) Jakob
- 1413–1414 Heinrich von der Recke gen. Stam
- 1416 Helwig von Gilsa
- 1420 Walrabe von Hunsbach
- 1420 Albert Torck
- 1422 Dietrich Kra
- 1422–1427 Frank von Steinen
- 1428–1430 Sweder von Reve
- 1430–1431 Heinrich von Notleben
- 1432–1434 Heidenreich Vincke von Overberg
- 1434–1436 Simon Langschenkel
- 1441 Bertold von Bredenol
- 1442–1446 Heinrich Schleier
- 1450–1451 Johann von Stemmen
- 1453–1462 Johann von Krieckenbeck gen. Spor
- 1462–1470 Lubbert von Varssem
- 1470–1471 Konrad von Herzenrode
- 1472–1482 Gerhard von Mallinckrodt
- 1484–1490 Dietrich von Altenbockum
- 1490–1494 Heinrich von Brüggen
- 1495–1501 Heinrich von Galen
- 1502–1519 Otto Goes
- 1519–1529 Gerhard von der Brüggen
- 1529–1535 Heinrich von Galen
- 1535–1544 Ernst von Münchhausen
- 1545–1556 Christoph von Neuhof gen. Ley
- 1556–1560 Heinrich Steding
- 1560 Werner Schall von Bell